# Montemarzino
Montemarzino es una comune italiana de la provincia de Alessandria, región de Piamonte. Tiene una población estimada, a fines de octubre de 2021, de 312 habitantes.

## Evolución demográfica
| Gráfica de evolución demográfica de Montemarzino entre 1861 y 2021 |
|                                                                    |
| Fuente ISTAT - elaboración gráfica de Wikipedia                    |